# Relaciones Abjasia-Osetia del Sur
Las relaciones entre Abjasia y Osetia del Sur se refieren a las relaciones bilaterales entre estos dos estados con reconocimiento limitado, que son considerados como parte de Georgia para la mayoría de la comunidad internacional.
El 19 de septiembre de 2005, un día antes del decimoquinto aniversario de la independencia de Osetia del Sur, el presidente Serguéi Bagapsh de Abjasia y el presidente Eduard Kokoity de Osetia del Sur firmaron un tratado de amistad y cooperación en Tsjinval. El tratado fue ratificado por el Parlamento de Osetia del Sur el 27 de diciembre y por el Parlamento de Abjasia el 15 de febrero de 2006. El 20 de septiembre, Kokoity galardonó a Bagapsh con la medalla de honor.
En los últimos años, los gobiernos de Abjasia y Osetia del Sur han estado trabajando en estrecha colaboración en la búsqueda de un mayor reconocimiento internacional. Los líderes de Abjasia y Osetia del Sur también han firmado un pacto de defensa mutua, que indica que en caso de que fuese atacado uno u otro país, el otro debe implicarse en la defensa del otro. Durante la guerra de Osetia del Sur de 2008, soldados de Abjasia y voluntarios respaldados por paracaidistas rusos expulsaron a las tropas georgianas de su último bastión en el valle de Kodori de Abjasia, mientras que las fuerzas rusas y de Osetia del Sur estaban comprometidos en el combate pesado con las fuerzas georgianas.

## Embajadores

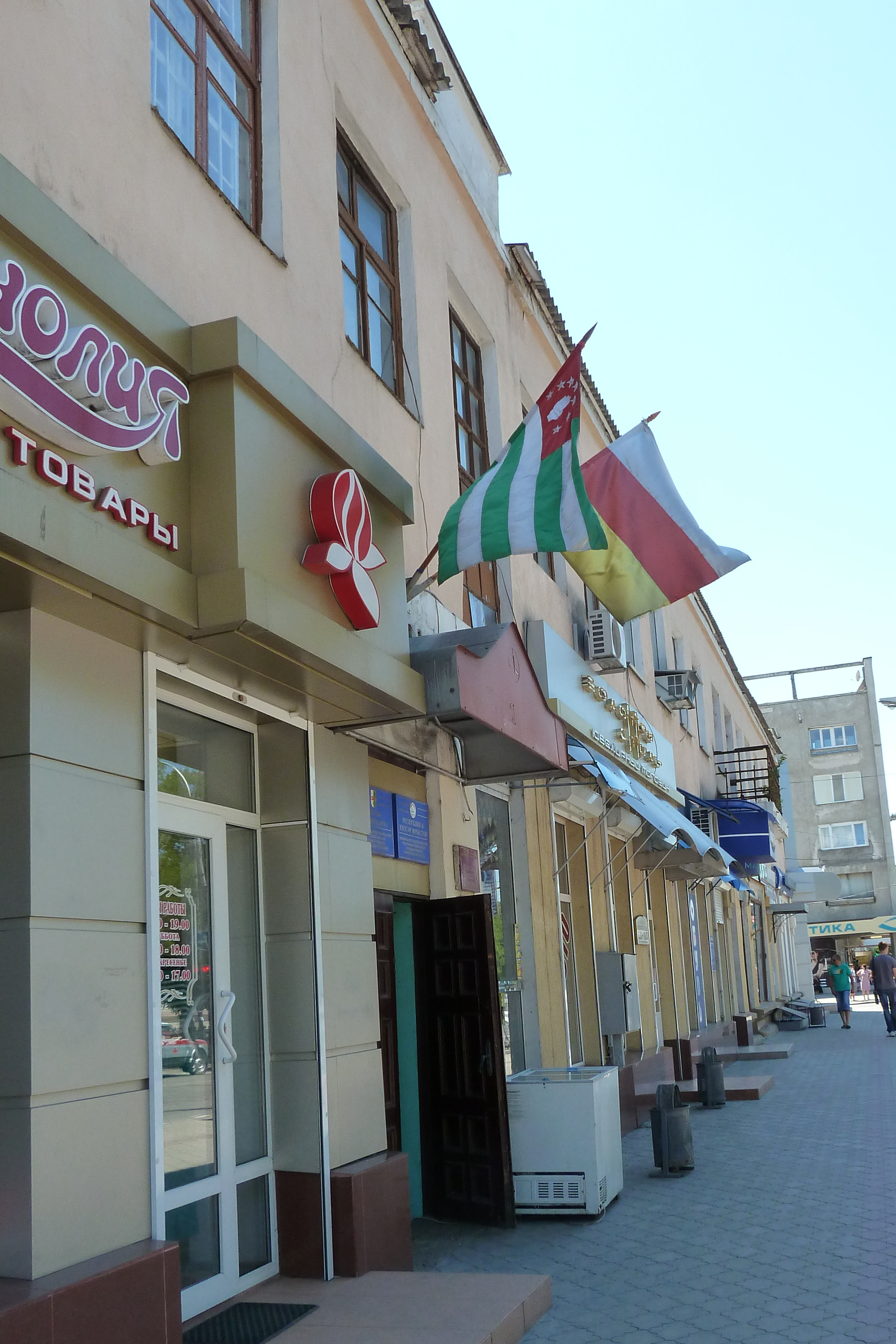
Las representaciones de Abjasia y Osetia del Sur comparten el mismo edificio en Tiráspol, capital de Transnistria.

El 26 de septiembre de 2007, el primer embajador de Osetia del Sur a Abjasia Robert Kokoity presentó sus cartas credenciales al presidente de Abjasia, Serguéi Bagapsh. El 15 de abril de 2008 la cancillería de Osetia del Sur en la capital de Abjasia, Sujumi, se abrió formalmente. El 10 de diciembre de diciembre de 2010 el presidente Kokoity aceptó las credenciales de Nodar Pliev, el embajador de Abjasia a Osetia del Sur. El presidente surosetio Leonid Tibilov desestimó Robert Kokoity como embajador el 25 de julio de 2012. El 15 de abril de 2013, Oleg Botsiev fue nombrado como su sucesor. El 19 de agosto, Botsiev presentó sus credenciales al Ministro de Relaciones Exteriores de Abjasia, Viacheslav Chirikba, y el 20 de agosto, al presidente Alexander Ankvab.
El 27 de enero de 2014, el presidente desestimó a Ankvab Nodar Pliev como embajador en Osetia del Sur y nombró a Alan Elbakiev como su sucesor. Elbakiev recibió sus credenciales el 7 de febrero y se los presentó al presidente Leonid Tibilov en Osetia del Sur el 28 de febrero.